# Chi Chồn xám
Chi Chồn xám (danh pháp khoa học: Galictis) là một chi động vật có vú trong họ Chồn, bộ Ăn thịt. Chi này bao gồm hai loài, và đều là loài bản địa của Trung và Nam Mỹ.
- Chồn xám nhỏ (Galictis cuja)
- Chồn xám lớn (Galictis vittata)

## Hình ảnh

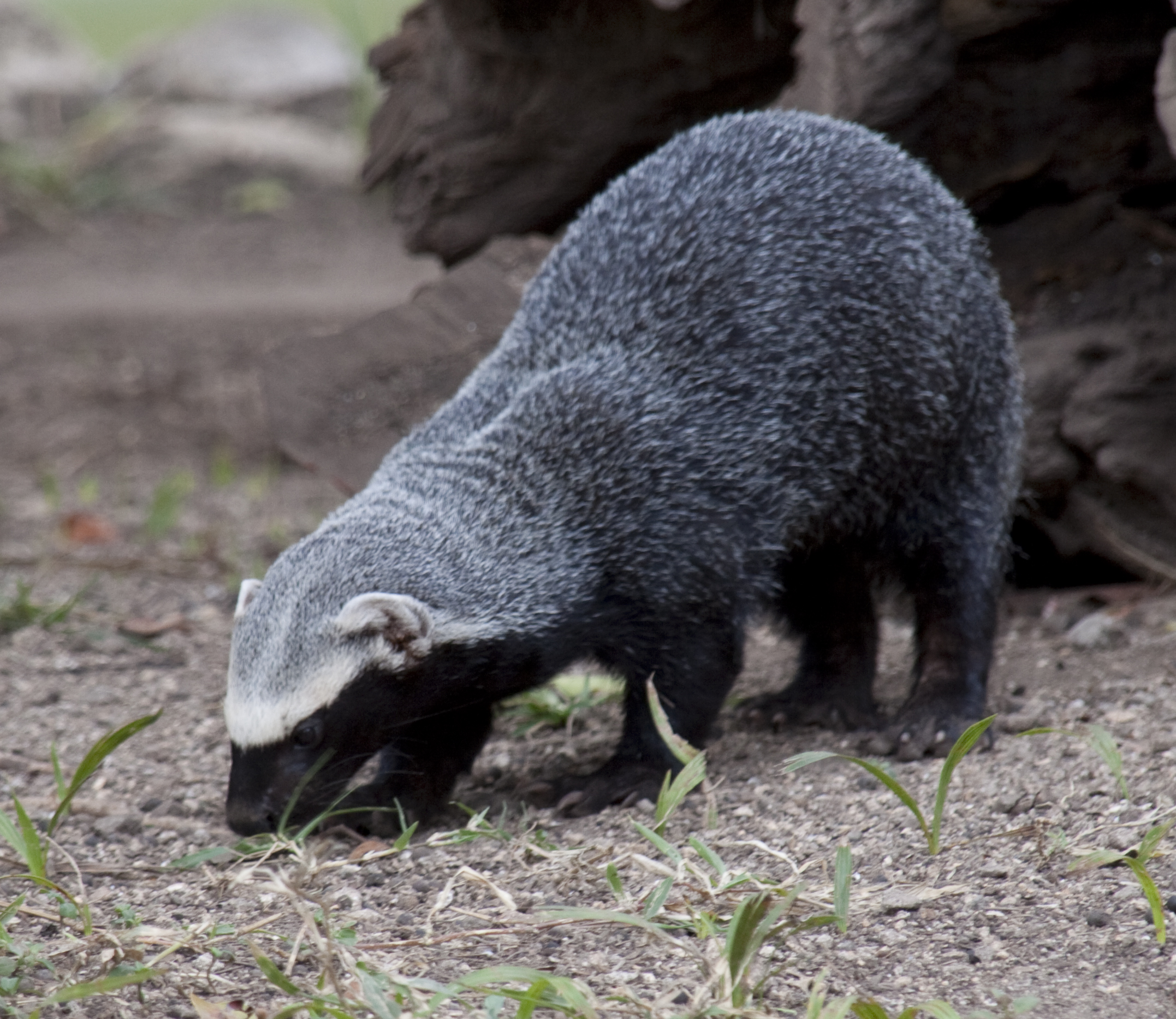
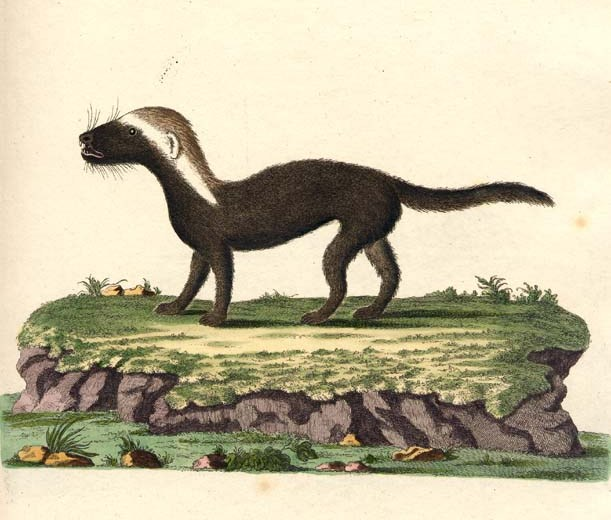